# 일렉트로닉 댄스 뮤직

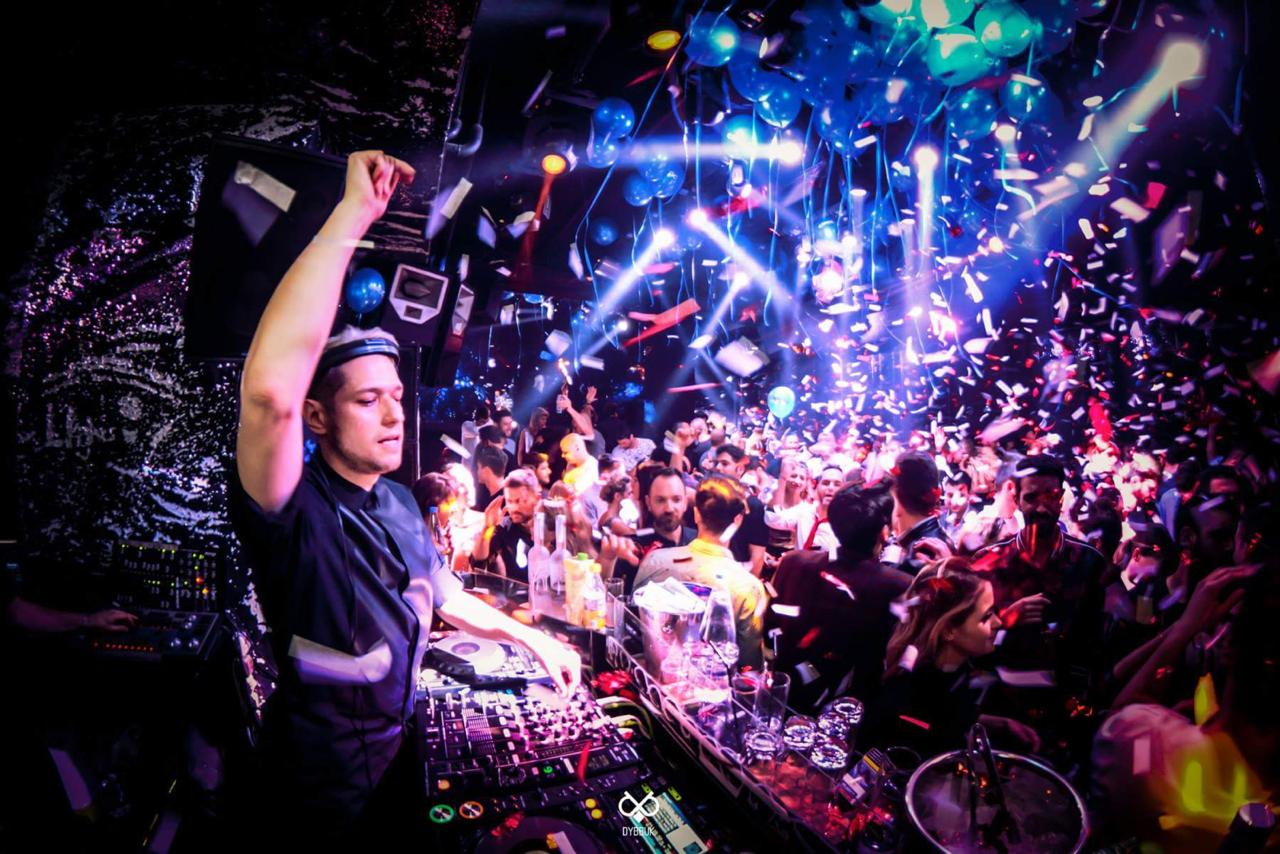

일렉트로닉 댄스 뮤직(electronic dance music), 흔히 EDM은 클럽이나 DJ가 주최하는 댄스 파티에 어울리는 전자 음악의 총칭이다. 어떠한 특별한 장르를 나타내기보다는 테크노, 하우스, 트랜스, 드럼 앤 베이스, 덥스텝, 드럼스텝, 트랩, 풋워크와 같은 다양한 장르를 총 망라하는 용어라고 할 수 있다. 디스크 자키는 보통 여러 곡의 EDM을 자유롭게 믹싱하여 재생하며, 이는 ‘인트로 - 절 - 빌드업 - 드롭’으로 구성되는 EDM의 분절적인 구조에 기인한다.
즉 EDM은 춤을 추기 위해 만들어진 전자 음악이라고 할 수 있다. 'Electronic Dance Music'이라는 용어는 1985년부터 미국에서 'Dance Music'이라는 용어로 사용되어 왔다. 1995년 6월 Nervous Records와 Project X Magazine은 첫 'Dance Music Award'를 취재했는데, 이것을 'Electronic Dance Music'이라고 칭하였다.

## 같이 보기
- 비트포트
- 댄스 음악
- 전자 음악 장르 목록
- 리믹스
- 샘플링 (음악)